# Constantí de Rússia (gran duc de Rússia)
Constantí Nikolaievitx de Rússia (Sant Petersburg 1827 - Pavlovsk 1892). Gran duc de Rússia. Descendents seus són el rei Constantí II de Grècia, la reina Sofia d'Espanya, el príncep Felip d'Edimburg, el príncep Alexandre de Iugoslàvia, el duc Amadeu de Savoia-Aosta i el duc Eduard del Regne Unit.
Nascut el 21 de setembre de 1827 a la ciutat de Sant Petersburg era fill del tsar Nicolau I de Rússia i de la princesa Carlota de Prússia. Fundà la branca més brillant de la família imperial russa en tant que fou la més intel·lecutal i una de les que se sabé guanyà més prestigi a la cort imperial. El gran duc era net del tsar Pau I de Rússia i de la princesa Sofia de Württemberg per part de pare mentre que per part de mare ho era del rei Frederic Guillem III de Prússia i de la princesa Lluïsa de Mecklenburg-Strelitz.

## Núpcies i descendents
El gran duc es casà el 1848 amb la princesa Alexandra de Saxònia-Altenburg i tingueren sis fills:
- SAI el gran duc Nicolau de Rússia nascut el 1850 a Sant Petersburg i mort el 1918 a Taixkent. Es casà morganàticament amb Nadezhda Alexandrovna Dreyer.
- SAI la gran duquessa Olga de Rússia nascuda el 1851 a Pavlovsk i morta el 1926 a Pau (França). Es casà amb el rei Jordi I de Grècia.
- SAI la gran duquessa Vera de Rússia nascuda el 1854 a Pavlovsk i morta el 1912 a Stuttgart. Es casà amb el duc Eugeni de Württemberg.
- SAI el gran duc Constantí "KR" de Rússia nascut el 1857 a Pavlovsk i mort el 1915 a Sant Petersburg. Es casà amb la princesa Elisabet de Saxònia-Altenburg.
- SAI el gran duc Demetri de Rússia (1860-1919) nascut el 1860 a Strelna i executat l'any 1919 a la fortalesa de Sant Pere i de Sant Pau a Moscou.
- SAI el gran duc Venceslau de Rússia nascut el 1862 a Sant Petersburg i mort el 1879.

El gran duc donava suport obertament als liberals i a les seves reformes durant el període del regnat del seu germà el tsar Alexandre II de Rússia. Serví com a membre la Societat Imperial Russa de Geografia fundada l'any 1845 i depenent del Ministeri d'Afers Interns. La societat i el ministeri era un dels centres principals de trobada dels liberals russos del segle xix.
A part del suport que mostrà la reforma liderada pel tsar d'alliberar o propiciar l'emancipació dels serfs russos, també es mostrà partidari de la reforma de la marina imperial russa comesa l'any 1854.
Els anys 1862 i 1863 serví al tsar com a governador general del Regne de Polònia. El tsar digué: "deixar als polonesos tenir la seva pròpia Cort i les seves intrigues". Malgrat que els Gran duc intentà mostrar una actitud liberal cap als polonesos, els seus esforços esdevingueren en va havent de tornar a Sant Petersburg el gener de 1863 després d'un seguit de revoltes poloneses.